# Grande Prêmio de montanha na Volta a Espanha
O Grande Prêmio de montanha na Volta a Espanha foi instaurado em 1935, sendo uma das classificações secundárias da Volta a Espanha. A classificação da montanha recompensa o ciclista que obtém mais pontos ao passar pelas cimeiras dos diferentes portos de montanha de que consta a carreira. Desde a edição de 2010 esta classificação distingue-se com o maillot de cor branca com pontos azuis.

## História
Esta classificação foi introduzida desde a primeira edição da Volta, em 1935, e tem sido conseguido pelo Italiano Edoardo Molinar. O maillot para distinguir o líder da classificação da montanha tem variado ao longo do tempo. De 1935 até 1985 e de 1990 ao 2005, outorgava-se o maillot verde. Nas outras edições premiou-se com maillots de diferentes cores. Desde o ano 2010 introduziu-se de novo o maillot branco com pontos azuis.
- 1935 - 1985: Maillot verde
- 1986: Maillot laranja
- 1987: Maillot vermelho
- 1988 - 1989: Maillot branco com pontos negros
- 1990 - 2005: Maillot verde
- 2006 - 2008: Maillot laranja
- 2009: Maillot granate
- 2010 - Act.: Maillot branco com pontos azuis

## Pontuação
Nas ascensões da Volta a Espanha, os pontos são distribuídos aos primeiros ciclistas que coroam a cume de um porto. As cumes estão repartidas em cinco categorias baseadas na dificuldade. A mais dura é a de categoria especial Cume Alberto Fernández e as mais acessíveis são as de "3.ª categoria".
A pontuação é a seguinte:
| Categoria / Posto      | 1.º | 2.º | 3.º | 4.º | 5.º | 6.º |
| ---------------------- | --- | --- | --- | --- | --- | --- |
| Cume Alberto Fernández | 20  | 15  | 10  | 6   | 4   | 2   |
| Categoria Especial     | 15  | 10  | 6   | 4   | 2   | -   |
| 1.ª categoria          | 10  | 6   | 4   | 2   | 1   | -   |
| 2.ª categoria          | 5   | 3   | 1   | -   | -   | -   |
| 3.ª categoria          | 3   | 2   | 1   | -   | -   | -   |
| 4.ª categoria          |     |     |     |     |     |     |

Ademais, na década de 2000 introduziu-se como novidade que se o porto final era a Cume Alberto Fernández, de categoria especial ou de 1.ª categoria este pontua duplo mas na década de 2010 ficou suprimida esta pontuação dupla.

## Palmarés
| Ano                             | Corredor                                          | Equipa                                            | Pontos                                            | Outras classificações                             |
| Maillot verde                   | Maillot verde                                     | Maillot verde                                     | Maillot verde                                     | Maillot verde                                     |
| ------------------------------- | ------------------------------------------------- | ------------------------------------------------- | ------------------------------------------------- | ------------------------------------------------- |
| 1935                            | Edoardo Molinar                                   | Independente                                      | 68                                                | -                                                 |
| 1936                            | Salvador Molina                                   | Independente                                      | 78                                                | -                                                 |
| 1937-40                         | não disputada por causa da Guerra Civil Espanhola | não disputada por causa da Guerra Civil Espanhola | não disputada por causa da Guerra Civil Espanhola | não disputada por causa da Guerra Civil Espanhola |
| 1941                            | Fermín Trueba                                     | RCD Espanhol                                      | 32                                                | -                                                 |
| 1942                            | Julián Berrendero                                 | Independente                                      | 34                                                | Geral                                             |
| 1943-44                         | não disputada a causa Segunda Guerra Mundial      | não disputada a causa Segunda Guerra Mundial      | não disputada a causa Segunda Guerra Mundial      | não disputada a causa Segunda Guerra Mundial      |
| 1945                            | Julián Berrendero                                 | Independente                                      | 45                                                | -                                                 |
| 1946                            | Emilio Rodríguez                                  | Independente                                      | 39                                                | -                                                 |
| 1947                            | Emilio Rodríguez                                  | Independente                                      | 28                                                | -                                                 |
| 1948                            | Bernardo Ruiz                                     | UD Sans                                           | 28                                                | Geral                                             |
| 1949                            | non disputata                                     | non disputata                                     | non disputata                                     | non disputata                                     |
| 1950                            | Emilio Rodríguez                                  | Independente                                      | 40                                                | Geral                                             |
| 1951-54                         | não disputado                                     | não disputado                                     | não disputado                                     | não disputado                                     |
| 1955                            | Giuseppe Buratti                                  | Itália                                            | 35                                                | -                                                 |
| 1956                            | Nino Defilippis                                   | Itália                                            | 26                                                | -                                                 |
| 1957                            | Federico Bahamontes                               | Espanha                                           | 26                                                | -                                                 |
| 1958                            | Federico Bahamontes                               | Espanha                                           | 70                                                | -                                                 |
| 1959                            | Antonio Suárez                                    | Licor 43                                          | 56                                                | Geral                                             |
| 1960                            | Antonio Karmany                                   | KAS-Boxing                                        | 65                                                | -                                                 |
| 1961                            | Antonio Karmany                                   | KAS-Royal-Asport                                  | 52                                                | -                                                 |
| 1962                            | Antonio Karmany                                   | KAS                                               | 59                                                | -                                                 |
| 1963                            | Julio Jiménez                                     | Faema-Flandria                                    | 61                                                | -                                                 |
| 1964                            | Julio Jiménez                                     | Kas-Kaskol                                        | 76                                                | -                                                 |
| 1965                            | Julio Jiménez                                     | Kas-Kaskol                                        | 62                                                | -                                                 |
| 1966                            | Gregorio San Miguel                               | Kas-Kaskol                                        | 60                                                | -                                                 |
| 1967                            | Mariano Díaz                                      | Fagor                                             | 59                                                | -                                                 |
| 1968                            | Francisco Gabica                                  | Fagor                                             | 62                                                | -                                                 |
| 1969                            | Luis Ocaña                                        | Fagor                                             | 33                                                | -                                                 |
| 1970                            | Agustín Tamames                                   | Werner                                            | 69                                                | -                                                 |
| 1971                            | Joop Zoetemelk                                    | Flandria-Beaulieu                                 | 106                                               | -                                                 |
| 1972                            | José Manuel Fuente                                | KAS-Kaskol                                        | 97                                                | Geral Combinada                                   |
| 1973                            | José Luis Abilleira                               | La Casera-Peña Bahamontes                         | 97                                                | -                                                 |
| 1974                            | José Luis Abilleira                               | La Casera-Peña Bahamontes                         | 108                                               | Combinada                                         |
| 1975                            | Andrés Oliva                                      | KAS-Kaskol                                        | 117                                               | -                                                 |
| 1976                            | Andrés Oliva                                      | KAS-Campagnolo                                    | 157                                               | -                                                 |
| 1977                            | Pedro Torres Cruces                               | Teka                                              | 134                                               | -                                                 |
| 1978                            | Andrés Oliva                                      | Teka                                              | 112                                               | -                                                 |
| 1979                            | Felipe Yáñez                                      | KAS-Campagnolo                                    | 95                                                | -                                                 |
| 1980                            | Juan Fernández                                    | Zor-Vereco                                        | 94                                                | -                                                 |
| 1981                            | José Luis Laguía                                  | Reynolds                                          | 144                                               | -                                                 |
| 1982                            | José Luis Laguía                                  | Reynolds                                          | 90                                                | -                                                 |
| 1983                            | José Luis Laguía                                  | Reynolds                                          | 123                                               | -                                                 |
| 1984                            | Felipe Yáñez                                      | Orbea                                             | 81                                                | -                                                 |
| 1985                            | José Luis Laguía                                  | Reynolds                                          | 85                                                | -                                                 |
| Maillot laranja                 |                                                   |                                                   |                                                   |                                                   |
| 1986                            | José Luis Laguía                                  | PDM-Concorde                                      | 146                                               | -                                                 |
| Maillot vermelho                |                                                   |                                                   |                                                   |                                                   |
| 1987                            | Luis Herrera                                      | Café de Colombia                                  | 174                                               | Geral                                             |
| Maillot cinza com pontos negros |                                                   |                                                   |                                                   |                                                   |
| 1988                            | Álvaro Pino                                       | BH                                                | 100                                               | -                                                 |
| 1989                            | Óscar de Jesús Vargas                             | Postobón Manzana                                  | 142                                               | Combinada                                         |
| Maillot verde                   |                                                   |                                                   |                                                   |                                                   |
| 1990                            | Martín Farfán                                     | Kelme-Ibexpress                                   | 123                                               | -                                                 |
| 1991                            | Luis Herrera                                      | Ryalcao-Postobón                                  | 157                                               | -                                                 |
| 1992                            | Carlos Hernández Bailo                            | Lotus-Festina                                     | 194                                               | -                                                 |
| 1993                            | Tony Rominger                                     | CLAS-Cajastur                                     | 214                                               | Geral Regularidade                                |
| 1994                            | Luc Leblanc                                       | Le Groupement                                     | 158                                               | -                                                 |
| 1995                            | Laurent Jalabert                                  | ONZE                                              | 238                                               | Geral Regularidade                                |
| 1996                            | Tony Rominger                                     | Mapei-GB                                          | 177                                               | -                                                 |
| 1997                            | José María Jiménez                                | Banesto                                           | 153                                               | -                                                 |
| 1998                            | José María Jiménez                                | Banesto                                           | 184                                               | -                                                 |
| 1999                            | José María Jiménez                                | Banesto                                           | 133                                               | -                                                 |
| 2000                            | Carlos Sastre                                     | ONZE-Deutsche Bank                                | 102                                               | -                                                 |
| 2001                            | José María Jiménez                                | ibanesto.com                                      | 162                                               | Regularidade                                      |
| 2002                            | Aitor Osa                                         | ibanesto.com                                      | 107                                               | -                                                 |
| 2003                            | Félix Cárdenas                                    | Cafés Baqué                                       | 204                                               | -                                                 |
| 2004                            | Félix Cárdenas                                    | Cafés Baqué                                       | 167                                               | -                                                 |
| 2005                            | Joaquim Rodríguez                                 | Saunier Duval-Prodir                              | 200                                               | -                                                 |
| Maillot laranja                 |                                                   |                                                   |                                                   |                                                   |
| 2006                            | Egoi Martínez                                     | Discovery Channel                                 | 129                                               | -                                                 |
| 2007                            | Denis Menchov                                     | Rabobank                                          | 90                                                | Geral Combinada                                   |
| 2008                            | David Moncoutié                                   | Cofidis, lhe Crédit par Téléphone                 | 143                                               | -                                                 |
| Maillot granate                 |                                                   |                                                   |                                                   |                                                   |
| 2009                            | David Moncoutié                                   | Cofidis, le Crédit en Ligne                       | 186                                               | -                                                 |
| Maillot cinza com pontos azuis  |                                                   |                                                   |                                                   |                                                   |
| 2010                            | David Moncoutié                                   | Cofidis, le Crédit en Ligne                       | 51                                                | -                                                 |
| 2011                            | David Moncoutié                                   | Cofidis, le Crédit en Ligne                       | 63                                                | -                                                 |
| 2012                            | Simon Clarke                                      | Orica-GreenEDGE                                   | 63                                                | -                                                 |
| 2013                            | Nicolas Edet                                      | Cofidis                                           | 46                                                | -                                                 |
| 2014                            | Luis León Sánchez                                 | Caja Rural-Seguros RGA                            | 58                                                | -                                                 |
| 2015                            | Omar Fraile                                       | Caja Rural-Seguros RGA                            | 82                                                | -                                                 |
| 2016                            | Omar Fraile                                       | Team Dimension Data                               | 58                                                | -                                                 |
| 2017                            | Davide Villella                                   | Cannondale-Drapac Pro Cycling Team                | 67                                                | -                                                 |
| 2018                            | Thomas de Gendt                                   | Lotto Soudal                                      | 95                                                | -                                                 |
| 2019                            | Geoffrey Bouchard                                 | AG2R La Mondiale                                  | 76                                                | -                                                 |

### Ciclistas com mais vitórias
| Pos. | Ciclista            | País     | Vitórias | Anos                         |
| ---- | ------------------- | -------- | -------- | ---------------------------- |
| 1    | José Luis Laguía    | Espanha  | 5        | 1981, 1982, 1983, 1985, 1986 |
| 2    | José María Jiménez  | Espanha  | 4        | 1997, 1998, 1999, 2001       |
|      | David Moncoutié     | França   | 4        | 2008, 2009, 2010, 2011       |
| 4    | Emilio Rodríguez    | Espanha  | 3        | 1946, 1947, 1950             |
|      | Antonio Karmany     | Espanha  | 3        | 1960, 1961, 1962             |
|      | Julio Jiménez       | Espanha  | 3        | 1963, 1964, 1965             |
|      | Andrés Oliva        | Espanha  | 3        | 1975, 1976, 1978             |
| 8    | Julián Berrendero   | Espanha  | 2        | 1942, 1945                   |
|      | Federico Bahamontes | Espanha  | 2        | 1957, 1958                   |
|      | José Luis Abilleira | Espanha  | 2        | 1973, 1974                   |
|      | Felipe Yáñez        | Espanha  | 2        | 1979, 1984                   |
|      | Luis Herrera        | Colômbia | 2        | 1987, 1991                   |
|      | Tony Rominger       | Suíça    | 2        | 1993, 1996                   |
|      | Félix Cárdenas      | Colômbia | 2        | 2003, 2004                   |
|      | Omar Fraile         | Espanha  | 2        | 2015, 2016                   |

### Vencedores por país
| Pos. | País          | Último vencedor          | Vitórias |
| ---- | ------------- | ------------------------ | -------- |
| 1    | Espanha       | Omar Fraile (2016)       | 50       |
| 2    | França        | Geoffrey Bouchard (2019) | 8        |
| 3    | Colômbia      | Félix Cárdenas (2004)    | 6        |
| 4    | Itália        | Davide Villella (2017)   | 4        |
| 5    | Suíça         | Tony Rominger (1996)     | 2        |
| 6    | Países Baixos | Joop Zoetemelk (1971)    | 1        |
| 6    | Rússia        | Denis Menchov (2007)     | 1        |
| 6    | Austrália     | Simon Clarke (2012)      | 1        |
| 6    | Bélgica       | Thomas de Gendt (2018)   | 1        |